# مشک‌آباد
مشک‌آباد، روستایی است از توابع بخش مرکزی شهرستان اراک در استان مرکزی ایران.

## جمعیت
این روستا در دهستان قمرود قرار دارد و براساس سرشماری مرکز آمار ایران در سال ۱۳۸۵، جمعیت آن ۱۷۹ نفر (۴۱خانوار) بوده‌است.